# Aero A.32
Aero A.32 là một loại máy bay hai tầng cánh chế tạo ở Tiệp Khắc vào cuối thập niên 1920, nó được sử dụng hiệp đồng tác chiến với lục quân bao gồm ném bom chiến thuật và trinh sát. 

## Biến thể
- A.32IF: Phiên bản cường kích cho Phần Lan, lắp động cơ 450-hp (336-kW) Isotta Fraschini Asso Caccia. 1 chiếc.
- A.32GR: Phiên bản cường kích cho Phần Lan, lắp động cơ Bristol Jupiter 450-hp (336-kW) do Gnome-Rhone chế tạo. 15 chiếc.
- Ap.32: Phiên bản cải tiến cho Không quân Tiệp Khắc. Còn gọi là Apb.32.

## Quốc gia sử dụng
Tiệp Khắc
- Không quân Tiệp Khắc
- An ninh quốc gia Tiệp Khắc

 Phần LanKhông quân Phần Lan

## Tính năng kỹ chiến thuật (A.32)
Đặc tính tổng quan
- Kíp lái: 2
- Chiều dài: 8,2 m (26 ft 11 in)
- Sải cánh: 12,4 m (40 ft 8 in)
- Chiều cao: 3,1 m (10 ft 2 in)
- Diện tích cánh: 36,5 m2 (393 foot vuông)
- Trọng lượng rỗng: 1.046 kg (2.306 lb)
- Trọng lượng có tải: 1.917 kg (4.226 lb)
- Động cơ: 1 × Bristol Jupiter do Gnome-Rhone chế tạo , 313 kW (420 hp)

Hiệu suất bay
- Vận tốc cực đại: 226 km/h (140 mph; 122 kn)
- Tầm bay: 420 km (261 mi; 227 nmi)
- Trần bay: 5.500 m (18.045 ft)
- Vận tốc lên cao: 2,85 m/s (561 ft/min)
- Tải trên cánh: 53 kg/m2 (11 lb/foot vuông)
- Lực đẩy/trọng lượng: 0,160 kW/kg (0,10 hp/lb)

Vũ khí trang bị

- Súng: 

  - 2 súng máy Vickers.303 in (7.7 mm)
  - 2 súng máy Lewis.303 in (7.7 mm)
- Bom: 12 quả bom 10 kg (22 lb)

## Hình ảnh

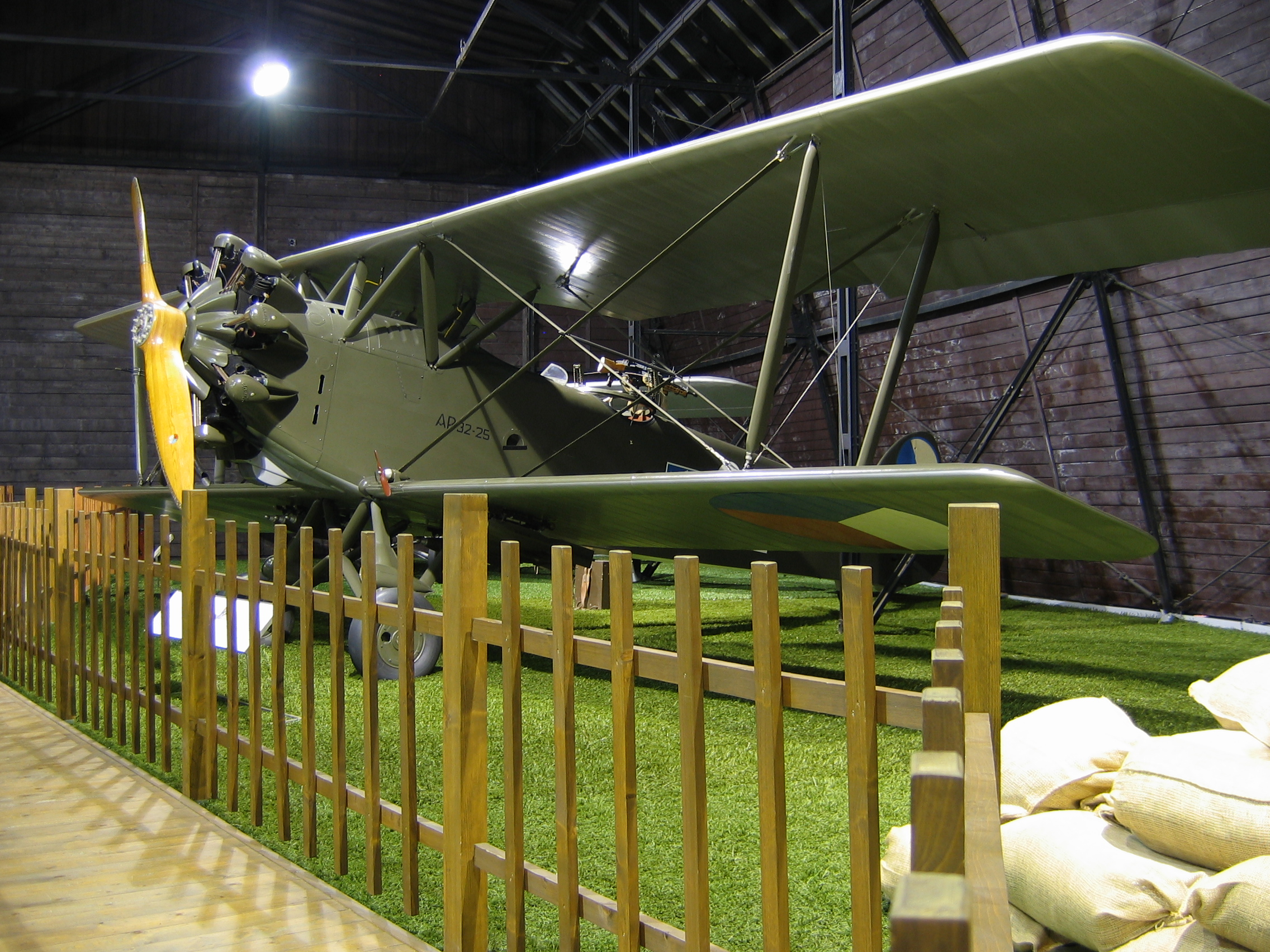
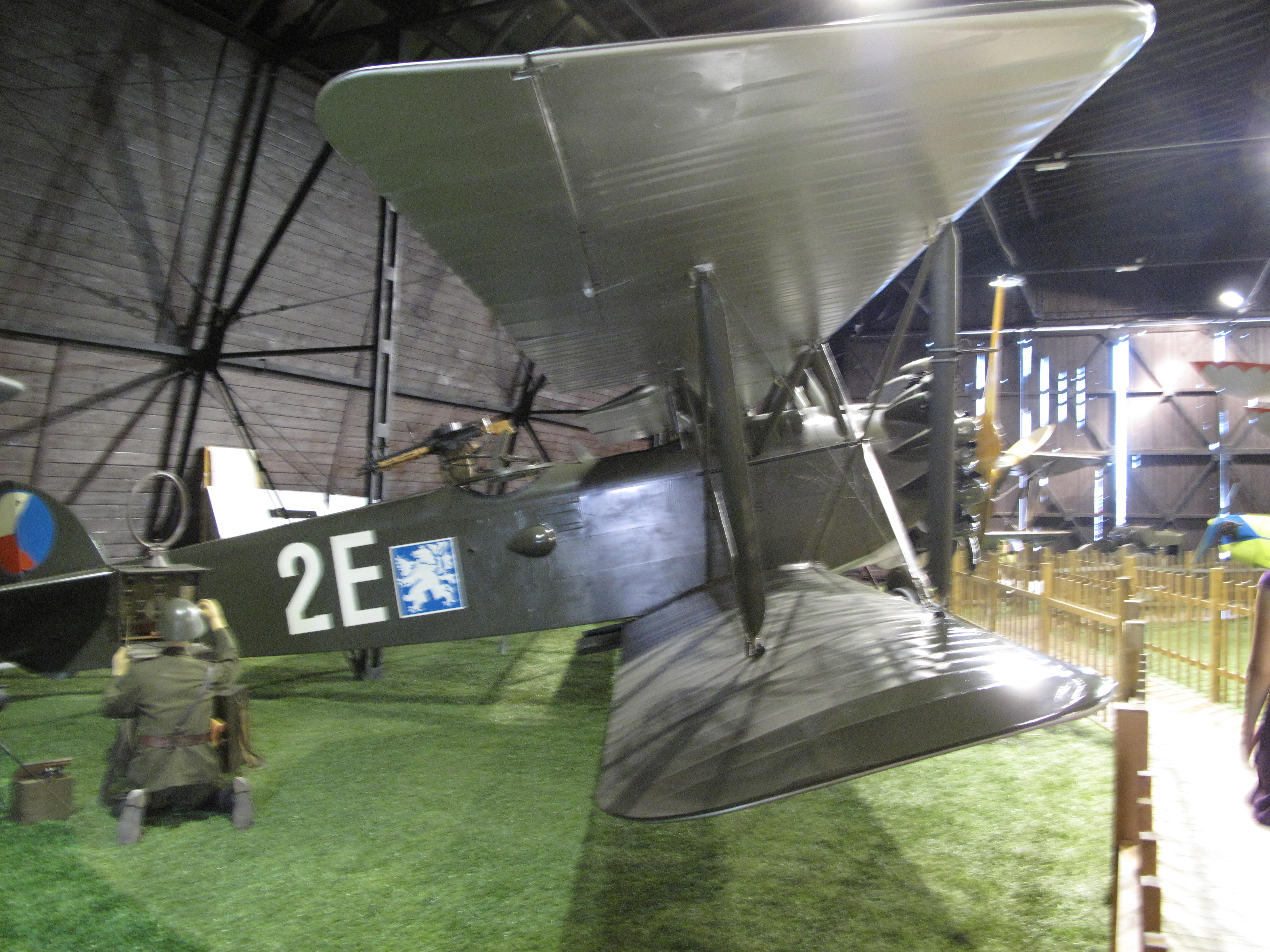
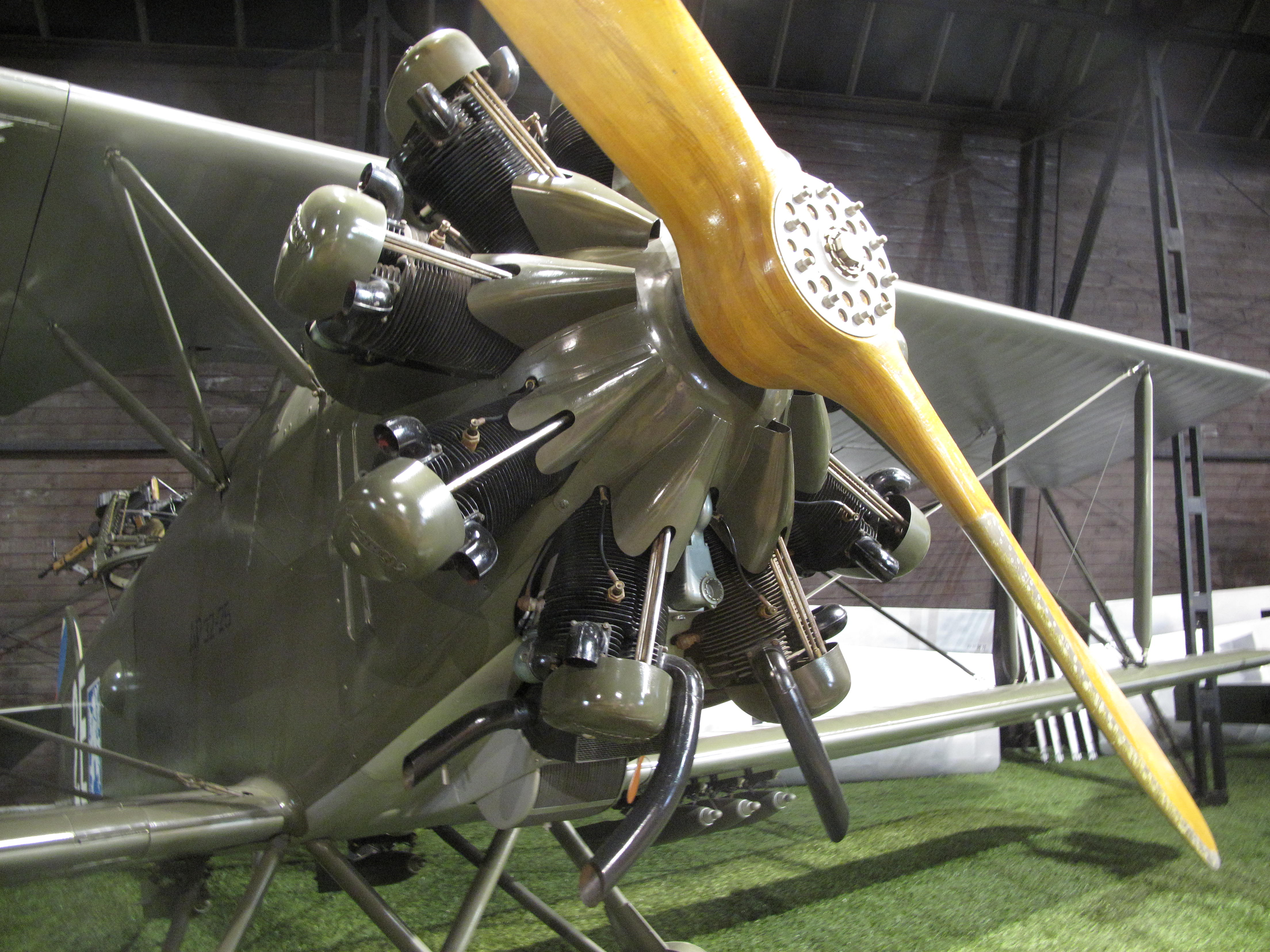